# Filip Švarc
Filip Švarc (* 1. dubna 1975 Praha) je český herec.

## Život
Filip Švarc se narodil 1. dubna 1975 v Praze. Hercem chtěl být již v dětství a v 6 letech podepsal první smlouvu. Poté si zahrál ve Vinohradském divadle a v Divadle E. F. Buriana několik dětských rolí. V roce 1989 nastoupil na pražskou konzervatoř. V 80. letech také získal malé dětské filmové role (např. hrál kamaráda zraněného kluka v Copak je to za vojáka… či Filipa v Kamarádech Dobré vody). Jeho prvním dabingovým počinem byl v roce 1993 Lillo Brancato v Příběhu z Bronxu. Mezi jeho nejznámější dabingové role patří moderátor motoristického pořadu Top Gear Richard Hammond, zebra Marty v Madagaskaru či Walden Schmidt v sitcomu Dva a půl chlapa. V roce 2017 si zahrál v komediálním seriálu ČT Dabing Street. V roce 2018 se zasnoubil se svou partnerkou, reportérkou Michaelou Širokou, která se v roce 2019 stala jeho manželkou. V roce 2017 načetl audioknihu To nemyslíte vážně, pane Feynmane! (vydala Audiotéka). Je podruhé ženatý.
V roce 2018 načetl také tituly Stručná historie času (vydala Audiotéka), Oni nevědí, co činí (vydala Audiotéka) a Snad ti nedělají starosti cizí názory (vydala Audiotéka).